# Atari 1050
ATARI 1050 — первый дисковод полуторной плотности записи (после установки ICD Doubler — двойной плотности), выпущенный фирмой Atari взамен Atari 810.

## История
Новый Atari 1050 соответствовал времени, высоким технологиям, и идеально подходил для линейки домашних компьютеров серии XL.
Оригинальный Atari 810 мог записывать данные с одинарной плотностью, используя 88 из 100 КБ на дискете. Новый дисковод мог использовать дискеты записанные на Atari 810, а также записывать данные с расширенной плотностью и умещая на дискете 127 КБ (хотя стандарт для дисководов позволял записать 180 КБ на одну сторону).

## Минусы
Главной проблемой было то, что дисководы поставлялись с новой версией Atari DOS 3.0, плохо совместимой с предыдущей версией 2.0s. Позже была разработана Atari DOS 2.5, затем ставшая очень популярной.

## Плюсы
Дисководы могли быть соединены в цепочку (до 4). Используя уникальную шину Atari SIO (Serial Input/Output) каждый дисковод соединялся со следующим, формируя цепь, по которой передавались данные. Хотя на других компьютерах тоже использовались последовательные шины, они были медленны и ненадёжны. Atari SIO была простой и удобной шиной для добавления устройств к Atari для простых пользователей (другие марки компьютеров требовали наличие внутренних карт, шлейфов, использование сложных настроек).

## Разработка
Электроника и механика дисковода были сделаны компанией Tandon, проект был разработан Томом Палецки из группы промышленного дизайна Атари. Том был также ответственен за проект Atari 1055 (3.5" дисковода), который так и не был выпущен Atari.

## Галерея
| - Вид спереди - Вид сзади - Вид сверху - Вид сбоку - Этикетка |